# Mosta
Mosta é um povoado da ilha de Malta, em Malta, com 21426 habitantes (2019). Em Mosta encontra-se a maior cúpula de Malta e a nona maior do mundo, a Cúpula de Mosta.